# بیمارستان آمریکن فورک
بیمارستان آمریکن فورک (به انگلیسی: American Fork Hospital) بیمارستانی خصوصی در ایالات متحده آمریکا است که در ۱۹۳۷ میلادی ساخته شد و دارای ۸۱ تخت است.